# František Tázler
František Tázler (9. června 1893 Plzeň – květen 1930) byl československý atlet – zápasník.
Byl odchovancem plzeňské zápasnické školy. V průběhu své sportovní kariéry startoval střídavě za oba plzeňské těžkoatletické kluby KA Ctibor Plzeň a KA Žižka Plzeň. V srpnu 1912 mu dokonce těžkoatletický svaz ÚSTA přikázal, že nesmí do konce roku za jiný klub startovat.. Důvod tohoto jeho chování byl pravděpodobně tehdejší dualismus těžké atletiky – existence dvou konkurenčních svazů těžké atletiky ÚSTA a ČAS. V tom roce neuspěl v nominačních (vylučovacích) závodech pro start na olympijské hry ve Stockholmu.
V roce 1920 již reprezentoval Československo na olympijských hrách v Atverpách. V úvodním kole váhové kategorie do 82,5 kg porazil Lucemburčana Oscara Theisena, ale v dalším kole ho z turnaje vyřadil Fin Anders Rajala.
V roce 1922 při mezistátním utkání KA Ctibora Plzeň s německým klubem 1. AC Norimberk porazil v úvodním dvojutkání Němce Karla Döppla s vizitkou neporazitelný.
Od roku 1923 startoval v soutěžích týmů za AFK Stráž bezpečnosti, který mu poskytl lepší podmínky pro přípravu na olympijskou sezonu 1924. Ve vylučovacích turnajích ČsSTA si zajistil druhý start na olympijských hrách v Paříži. V úvodním kole porazil Dána Axela Tetense a ve druhou prohrál s pozdějším vítězem Švédem Carlem Westergrenem. Měl možnost opravy, ale do třetího kola nenastoupil kvůli zranění.
V letech 1925-1927 se soutěžnímu zápasení nevěnoval. Věnoval se podnikání v pohostinství. Na žíněnku se vrátil v olympijském roce 1928 za plzeňský klub KA Žižka Plzeň, ale ve vylučovacích (nominačních) závodech pro olympijské hry v Amsterdamu neuspěl.
Zemřel předčasně v květnu 1930, pohřeb měl 30. května.